# Слобода-Сосновка
Слобода-Сосновка (бел. Слабада-Сасноўка) — деревня в Браславском районе Витебской области Беларуси. Входит в состав Тетерковского сельсовета.

## География
Деревня находится в западной части Витебской области, к северу от озера Иказнь, на расстоянии приблизительно 13 километров (по прямой) к востоку от города Браслав, административного центра района. Абсолютная высота — 158 метров над уровнем моря. Площадь населённого пункта — 0,0366 км².

## История
По состоянию на 1905 год, в деревне проживало 60 человек (27 мужчин и 33 женщины). В административном отношении входила в состав Перебродской волости Дисненского уезда Виленской губернии.
В 1921 году входила в состав гмины Пшебродзе Дисенского повета Виленского воеводства Второй Польской республики. Числилось 59 жителей (31 мужчина и 28 женщин), проживавших в 12 домах. В этническом составе населения того периода поляки составляли 91,5 %, белорусы — 8,5 %. В конфессиональном составе населения преобладали католики (59,3 %), также были представлены старообрядцы (40,7 %).

## Население
По данным переписи 2019 года, постоянное население в деревне отсутствовало.
| Год  | Население, человек |
| ---- | ------------------ |
| 1905 | 60                 |
| 1921 | ↘ 59               |
| 2009 | ↘ 0                |
| 2019 | → 0                |